# Kabriolet (pojazd zaprzęgowy)

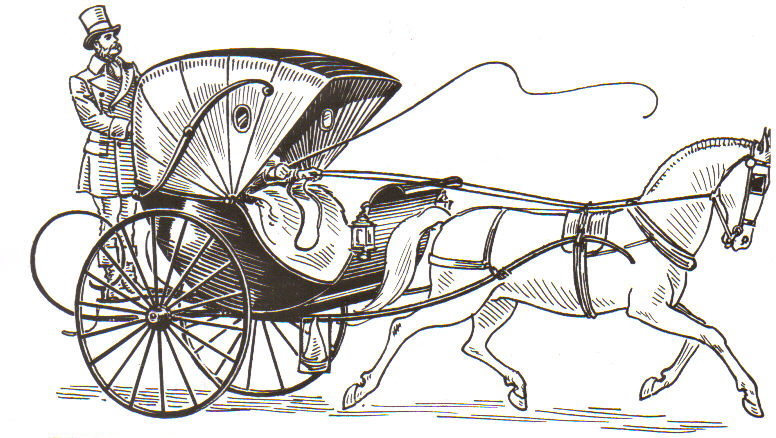

Kabriolet – rodzaj pojazdu zaprzęgowego. Pojazd ten był ciągnięty przez jednego konia, posiadał dwa koła i podwyższone siedzenie dla woźnicy.